# Xicalango
Xicalango är en ort i Mexiko.   Den ligger i kommunen Chicontepec och delstaten Veracruz, i den sydöstra delen av landet, 210 km nordost om huvudstaden Mexico City. Xicalango ligger 146 meter över havet och antalet invånare är 141.
Terrängen runt Xicalango är kuperad åt sydväst, men åt nordost är den platt. Terrängen runt Xicalango sluttar österut. Runt Xicalango är det ganska tätbefolkat, med 65 invånare per kvadratkilometer. Närmaste större samhälle är Ayacaxtle, 6,0 km nordväst om Xicalango. Omgivningarna runt Xicalango är en mosaik av jordbruksmark och naturlig växtlighet.